# Edward Victor Appleton
Edward Victor Appleton (Bradford, 6 settembre 1892 – Edimburgo, 21 aprile 1965) è stato un fisico britannico, scopritore della regione atmosferica che riflette le onde corte, situata nella ionosfera, e per questo fu insignito nel 1947 del Premio Nobel per la fisica.

## Biografia
La sua scoperta ha notevolmente contribuito allo sviluppo delle radiocomunicazioni: grazie alle proprietà riflettenti della ionosfera, i messaggi radio possono superare la curvatura  della Terra e giungere anche a stazioni poste al di là dell'orizzonte, da un continente all'altro (strato di Appleton).  Su mondi privi di ionosfera, quali la Luna, gli stessi messaggi si disperdono nello spazio.
La scoperta dello strato di Appleton fu fondamentale anche per lo sviluppo del radar.
Figlio di un fornaio, Appleton cominciò ad appassionarsi delle radiocomunicazioni durante la prima guerra mondiale, quando svolgeva il servizio militare come capitano del genio.
Laureatosi all'Università di Cambridge, durante la seconda guerra mondiale partecipò alla realizzazione del radar. Nel 1946 ottenne una prima eco radar dalla Luna.
Massone, fu membro della Isaac Newton Lodge No. 859 di Cambridge, appartenente alla Gran Loggia unita d'Inghilterra.